# Philenora malthaca
Philenora malthaca là một loài bướm đêm thuộc phân họ Arctiinae, họ Erebidae. Nó được tìm thấy ở vùng phía đông nam bờ biển New South Wales.